# Marjan Sax
Marjan Saxo (Ámsterdam, 26 de diciembre de 1947) es una activista lesbiana feminista neerlandesa, miembro de Dolle Mina y cofundadora de diferentes organizaciones feministas, como la Fundación Mama Cash. Sax trabaja también como asesora para organizaciones de caridad.

## Trayectoria
Sax nació en Ámsterdam y estudió políticas en la Universidad de Ámsterdam. Fue jefa de equipo en la Open School al norte de Ámsterdam de abril de 1977 a 1981. Después, trabajó como investigadora en la Fundación Vrouw & Media desde marzo de 1983 hasta junio de 1986, donde analizó la situación de las mujeres periodistas en los periódicos holandeses. Sax es asesora independiente desde 2003. También  es publicista y es miembro de diferentes consejos de administración.

## Activismo
Sax participó activamente en el Dolle Mina y fue la cofundadora de diferentes organizaciones feministas: el Amsterdamse vrouwenhuis en 1973, el grupo de acción pro-aborto Wij Vrouwen Eisen en 1974, el curso Estudios de la Mujer en la Universidad de Ámsterdam, el bar para mujeres Saarein en 1978 donde un colectivo de lesbianas y feministas organizó varios eventos (entre otros: días de madres e hijas, noches de poesía, días de canciones populares y fiestas temáticas). Y el Lesbian Archive Amsterdam (ahora IHLIA LGBT Patrimonio) en 1982. 
Sax también participó en muchas otras actividades de lesbianas y feministas. Fue una de las ocupantes de la clínica abortiva Bloemenhove en Heemstede, que fue amenazada con cerrar en 1976. Esta acción jugó un papel importante en la legalización del aborto. Sax llevaba un diario de esta ocupación, que fue publicado en De Groene Amsterdammer.
En 1982 Sax cofundó la organización Mama Cash con otras cuatro personas, y fue miembro del consejo de administración hasta 2003. La organización Mama Cash cuenta con diferentes fondos para mujeres con proyectos que promuevan la emancipación y el feminismo. Sax recibió una herencia notable y en 1982 le dio a Mama Cash un préstamo sin intereses de 2,5 millones de florines. Permitió que la organización se quedara con los beneficios. En los años ochenta y noventa Sax estuvo involucrada en el Roze Draad (1985-1991, el grupo de apoyo feminista de De Montó Draad, (una organización para la mejora de la posición de las trabajadoras del sexo) y en el Vrouwen tegen Uitzetting (una colaboración para apoyar a las mujeres refugiadas).
El archivo de Marjan Sax está en el Internationaal Archief voor de Vrouwenbeweging (IAV).

## Premios
Sax ha recibido diferentes premios por sus esfuerzos en pro del movimiento por los derechos de las mujeres holandesas, entre otros el Zilveren Anjer del Prins Bernhard Cultuurfonds en 1995 y el Bob Angelo Penning del COC en 1997.